# Лека нощ и късмет
„Лека нощ и късмет“ (на английски: Good Night, and Good Luck) е исторически драматичен филм от 2005 г. на режисьора Джордж Клуни. Премиерата е на 1 септември 2005 г. на кинофестивала във Венеция, а по кината в САЩ филмът излиза на 7 октомври 2005 г.

## Актьорски състав
| Актьор               | Роля           |
| -------------------- | -------------- |
| Дейвид Стратърн      | Едуард Мъроу   |
| Джордж Клуни         | Фред Френдли   |
| Робърт Дауни Джуниър | Джоузеф Уершба |
| Патриша Кларксън     | Шърли Уершба   |
| Франк Ланджела       | Уилям Пейли    |
| Джеф Даниълс         | Сиг Майкълсън  |
| Тейт Донован         | Джеси          |
| Рей Уайз             | Дон Холенбек   |
| Алекс Борщайн        | Натали         |
| Том Маккарти         | Палмър Уилямс  |

## Награди и номинации
| Категория                              | Номиниран(и)                | Резултат               |
| Оскар (5 март 2006 г.)                 | Оскар (5 март 2006 г.)      | Оскар (5 март 2006 г.) |
| -------------------------------------- | --------------------------- | ---------------------- |
| Най-добър филм                         | Най-добър филм              | номинация              |
| Най-добри декори                       | Най-добри декори            | номинация              |
| Най-добър режисьор                     | Джордж Клуни                | номинация              |
| Най-добър оригинален сценарий          | Джордж Клуни и Грант Хеслов | номинация              |
| Най-добра кинематография               | Робърт Елсуит               | номинация              |
| Най-добра мъжка роля                   | Дейвид Стратърн             | номинация              |
| Награда на БАФТА (19 февруари 2006 г.) |                             |                        |
| Най-добър филм                         | Най-добър филм              | номинация              |
| Най-добра режисура                     | Джордж Клуни                | номинация              |
| Най-добър оригинален сценарий          | Джордж Клуни и Грант Хеслов | номинация              |
| Най-добър филмов монтаж                | Стивън Мириони              | номинация              |
| Най-добър актьор в главна роля         | Дейвид Стратърн             | номинация              |
| Най-добър актьор в поддържаща роля     | Джордж Клуни                | номинация              |
| Златен глобус (16 януари 2006 г.)      |                             |                        |
| Най-добър филм – драма                 | Най-добър филм – драма      | номинация              |
| Най-добър режисьор                     | Джордж Клуни                | номинация              |
| Най-добър сценарий                     | Джордж Клуни и Грант Хеслов | номинация              |
| Най-добър актьор в драматичен филм     | Дейвид Стратърн             | номинация              |
| Сателит (17 декември 2005 г.)          |                             |                        |
| Най-добри декори                       | Най-добри декори            | награда                |
| Най-добър оригинален сценарий          | Джордж Клуни и Грант Хеслов | награда                |
| Най-добър режисьор                     | Джордж Клуни                | номинация              |
| Най-добра кинематография               | Робърт Елсуит               | номинация              |
| Най-добър филмов монтаж                | Стивън Мириони              | номинация              |
| Най-добър актьор в драматичен филм     | Дейвид Стратърн             | номинация              |
| Емпайър (27 март 2007 г.)              |                             |                        |
| Най-добър режисьор                     | Джордж Клуни                | номинация              |

## Български дублаж
| Преводач           | Екатерина Николова                                                           |
| Тонрежисьор        | Галина Наумова                                                               |
| Озвучаващи артисти | Елена Бойчева Милица Цветкова Николай Върбанов Борис Кашев Станислав Пищалов |